# Государственная дума Российской Федерации I созыва
Государственная дума Российской Федерации 1-го созыва — российский высший законодательный и представительный орган, палата Федерального собрания Российской Федерации, избранная 12 декабря 1993 года.

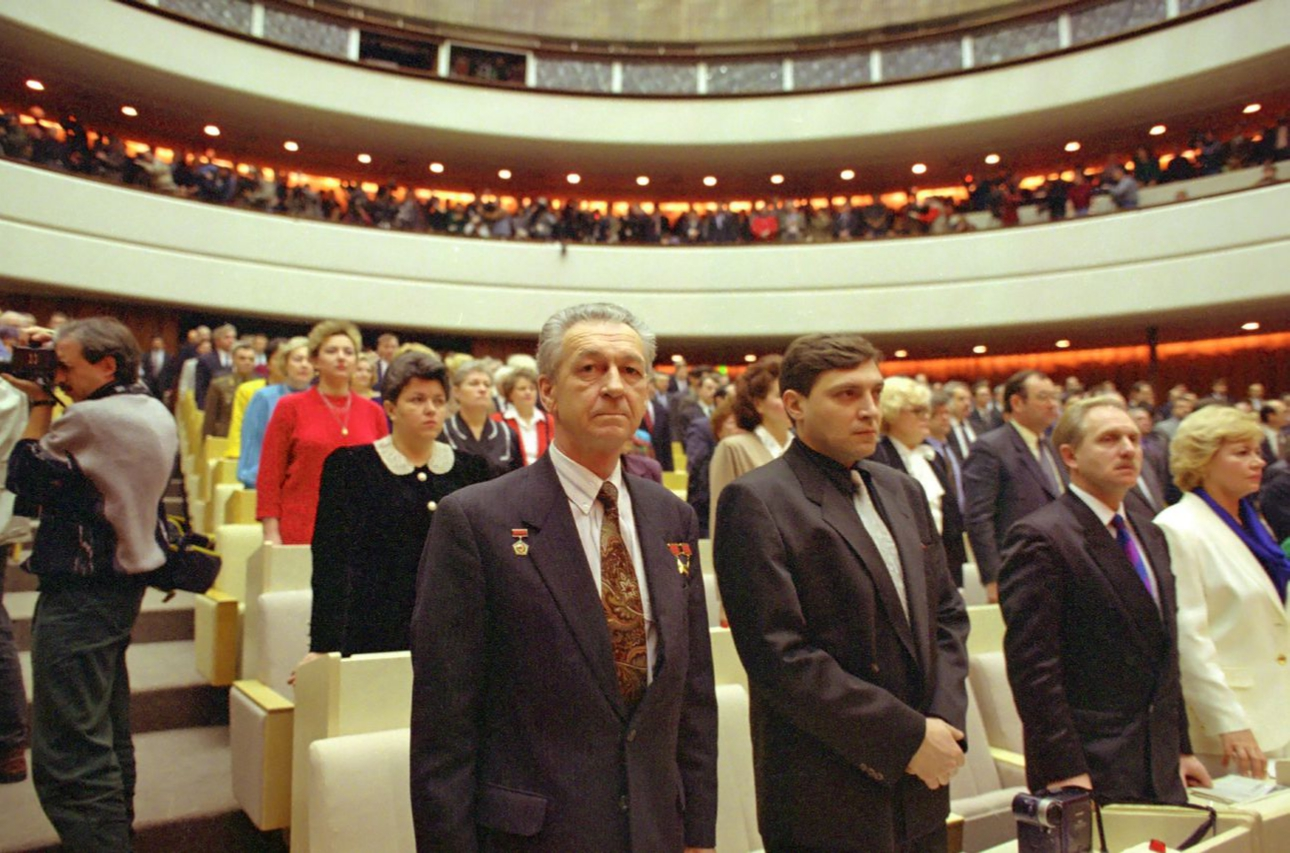
Депутаты Государственной думы в зале заседаний во время исполнения Гимна России на открытии Государственной думы первого созыва. 11 января 1994 г.

Полное официальное название: Государственная дума Федерального собрания Российской Федерации первого созыва.
Срок полномочий:
- Дата начала: 11 января 1994 года. В соответствии с пунктом 7 раздела второго Конституции Российской Федерации Государственная дума первого созыва избирается сроком на два года.
- Дата окончания: 15 января 1996 года[3].

Первое заседание открыл старейший депутат созыва — представитель ЛДПР, 68-летний Георгий Лукава.
Председатель: Иван Петрович Рыбкин, фракция Аграрной партии России (АПР) избран 14 января 1994 года постановлением Государственной думы № 8-I ГД.

## Выборы
Выборы проводились по смешанной системе. 12 декабря 1993 года было избрано 444 депутата: 225 по общефедеральному избирательному округу и 219 по одномандатным избирательным округам. В 5 округах (Татарстан) выборы не состоялись, в Чеченской республике не проводились вообще.
В выборах по общефедеральному округу 12 декабря 1993 перешагнули 5%-ный барьер и распределили между собой 225 мест в Государственной Думе 8 партий и объединений.
|                                                       |                        |                         |       |
| Наименование                                          | по федеральным спискам | в одномандатных округах | всего |
| «Либерально-демократическая партия России» (ЛДПР)     | 59                     | 5                       | 64    |
| «Выбор России»                                        | 40                     | 24                      | 64    |
| «Коммунистическая партия Российской Федерации» (КПРФ) | 32                     | 10                      | 42    |
| «Женщины России»                                      | 21                     | 2                       | 23    |
| «Аграрная партия России» (АПР)                        | 21                     | 16                      | 37    |
| «Явлинский, Болдырев, Лукин» («Яблоко»)               | 20                     | 7                       | 27    |
| «Партия российского единства и согласия» (ПРЕС)       | 18                     | 4                       | 22    |
| Демократическая партия России (ДПР)                   | 14                     | 0                       | 14    |
| Другие объединения                                    | 0                      | 21                      | 21    |
| Выдвинутые группами избирателей и самостоятельно      | 0                      | 130                     | 130   |

Полномочия 444 депутатов, избранных 12 декабря 1993, были признаны постановлением Государственной Думы только 6 апреля 1994, одновременно с признанием полномочий 5 депутатов, доизбранных в Татарстане.

## Деятельность Думы
Избиралась на 2 года. Ни у одной партии не было конституционного большинства. Политически отличалась неустойчивостью. Состав фракций в Госдуме постоянно менялся.
Политическим фактором, усложнившим расстановку сил в Государственной думе, стала война в Чечне и связанные с этим трагические события на Северном Кавказе.
Выразила недоверие правительству в июле 1995 года после теракта в Будённовске, фракция КПРФ предпринимала попытку организовать процедуру импичмента президенту Борису Ельцину и принять поправки к Конституции, наделявшие Думу правом утверждать силовых министров и выносить решения о недоверии отдельным членам правительства.
Объявила амнистию находившимся под следствием или под стражей участникам событий 19-21 августа 1991 года, 1 мая 1993 года и 21 сентября — 4 октября 1993 года.
Приняла 461 закон, из них 310 вступили в силу.
Среди принятых — федеральные конституционные законы «Об арбитражных судах в Российской Федерации» и «О Конституционном Суде Российской Федерации», «О референдуме Российской Федерации»; первая часть Гражданского кодекса; Семейный, Водный, Арбитражный процессуальный кодексы.
Фракции и группы: фракция КПРФ, АПР, ЖР, ПРЕС, ДПР, НРП, Россия и Стабильность, ЛДПР, Российский путь, Держава, ДВР, ЯБЛоко, ЛДС 12 декабря.
Заседание первой сессии Государственной Думы первого созыва началось в 10 утра 11 января 1994 года в здании СЭВ. Открывал заседание старейший по возрасту (68 лет) депутат Георгий Лукава.
В здание на Охотном ряду парламент переехал в мае 1994 года.
Помимо депутатов-министров и вице-премьеров в состав Правительства специальными президентскими указами были включены депутаты В. Квасов и Н. Травкин, что позволило им оставаться соответственно руководителем аппарата правительства РФ и главой администрации Шаховского района Московской области и одновременно оставаться депутатами.
В Госдуму I созыва были избраны 26 народных депутатов СССР (1989—1991) и 70 народных депутатов Российской Федерации (1990—1993).
С учётом довыборов и замен депутатами Госдумы I созыва считаются 474 человек. На момент окончания полномочий в составе насчитывалось 437 депутатов.